# Lucas van Valckenborch

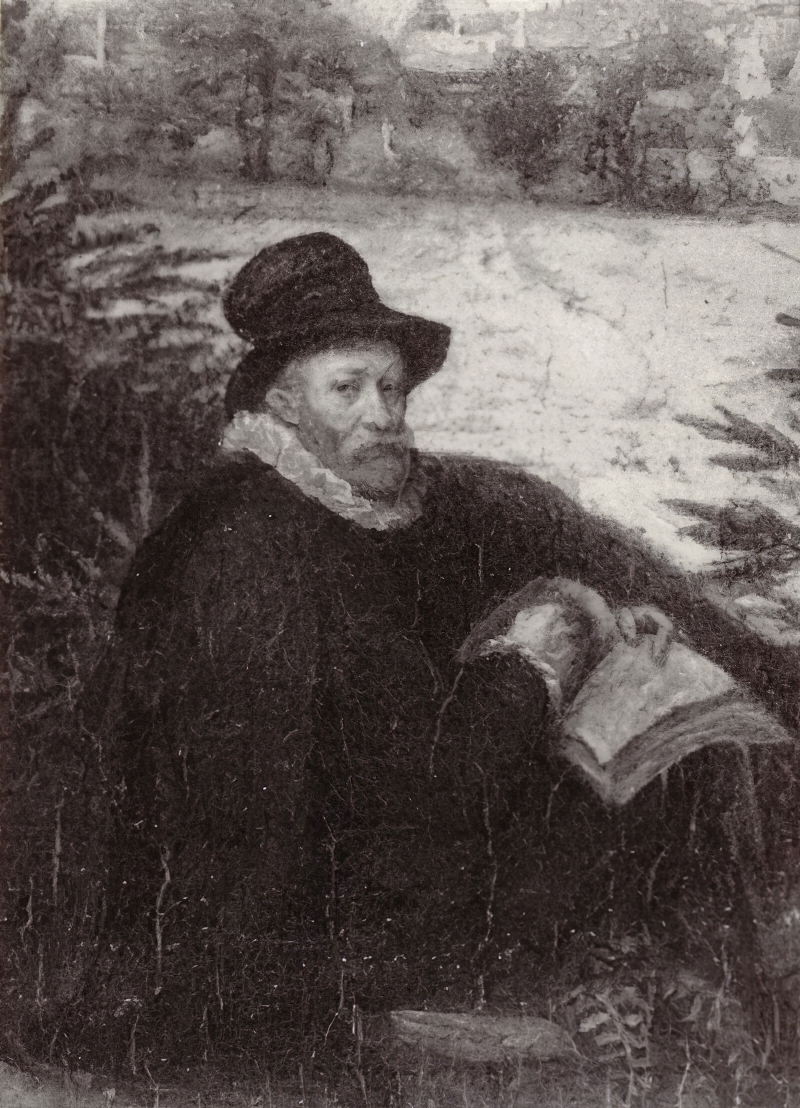
Selbstporträt

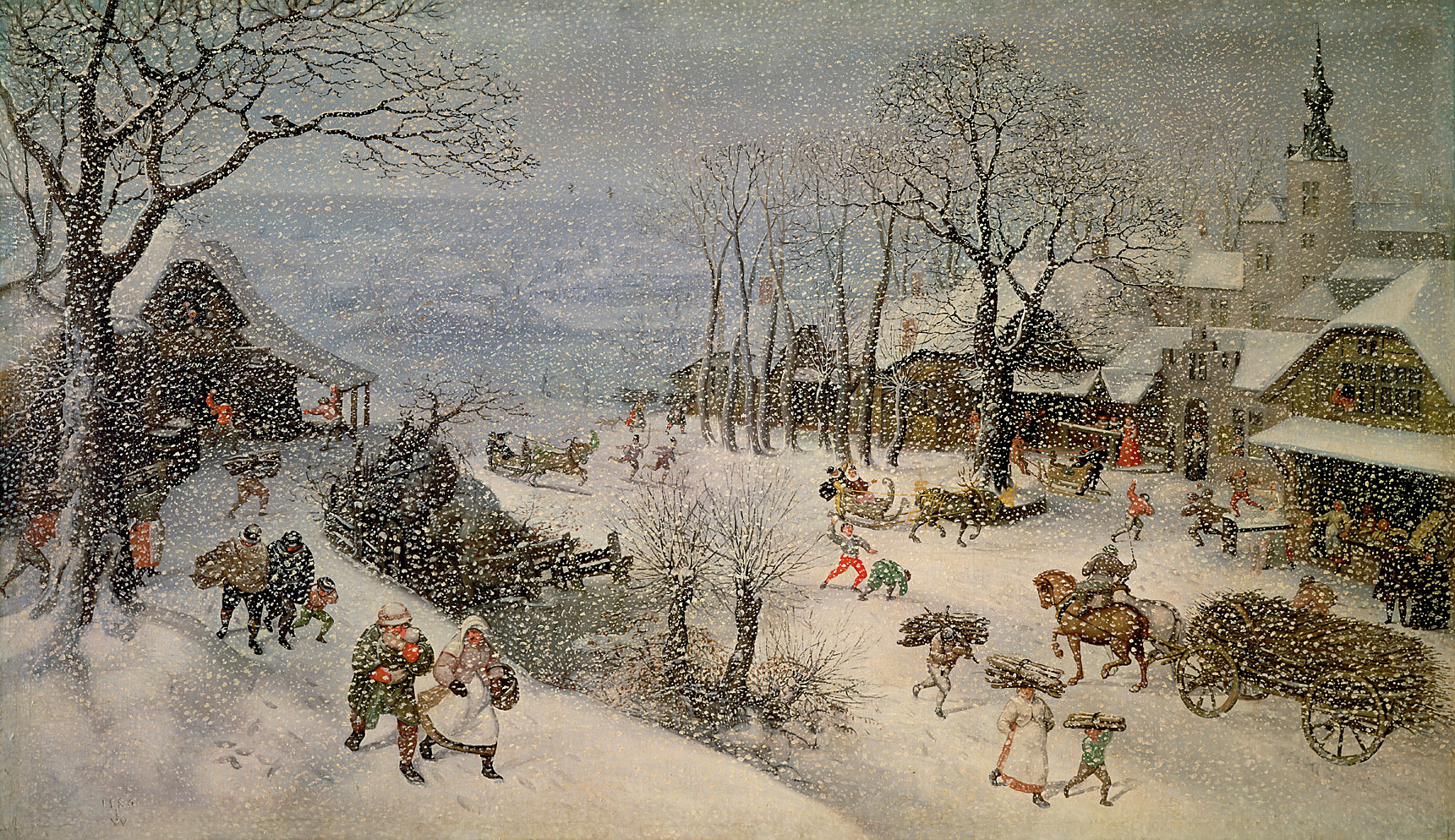
Winterlandschaft

Lucas van Valckenborch (* 1535 oder kurz danach in Löwen; † begraben am 2. Februar 1597 in Frankfurt am Main) war ein flämischer Maler.

## Leben
Lucas van Valckenborch wurde wahrscheinlich in Mechelen ausgebildet, zumindest ist er in den dortigen Registern der Lukasgilde verzeichnet. Wer seine Lehrer waren, ist aber unbekannt. 1564 war Jaspar van der Linden sein Schüler. 1566 verließ der Protestant Valckenborch gemeinsam mit seinem Bruder Marten, Hans Vredeman de Vries und Hendrik Steenwijk dem Älteren aus Glaubensgründen die Heimatstadt und ging zunächst nach Aachen, dann nach Lüttich. In Antwerpen kam er in Kontakt mit Erzherzog Matthias, dem Statthalter der Spanischen Niederlande, und trat 1579 in dessen Dienste. Als Matthias 1581 als Statthalter zurücktrat, folgte ihm Valckenborch als Kammermaler nach Linz. 1592/93 zog er nach Frankfurt am Main, wo bereits seit 1586 sein Bruder lebte. Van Valckenborch erhielt dort 1594 das Bürgerrecht und ist 1597 gestorben. Sein Schüler und Mitarbeiter war Georg Flegel.
Einige Verwandte waren ebenfalls Maler: Neben dem Bruder Marten van Valckenborch waren dies auch dessen Söhne Gillis van Valckenborch und Frederik van Valckenborch.

## Leistung
Lucas van Valckenborch war Landschaftsmaler in der Nachfolge von Pieter Brueghel dem Älteren. Er malte vorzugsweise Jahreszeitenbilder mit der Darstellung von ländlicher Arbeit und bürgerlichem Vergnügen. Daneben entstanden auch Marktbilder in den unterschiedlichen Jahreszeiten. Die Landschaften wirken manchmal topographisch genau, obwohl sie aber dem alten Konzept der sogenannten „Weltlandschaft“ folgen, also Erfindungen sind.

## Werke

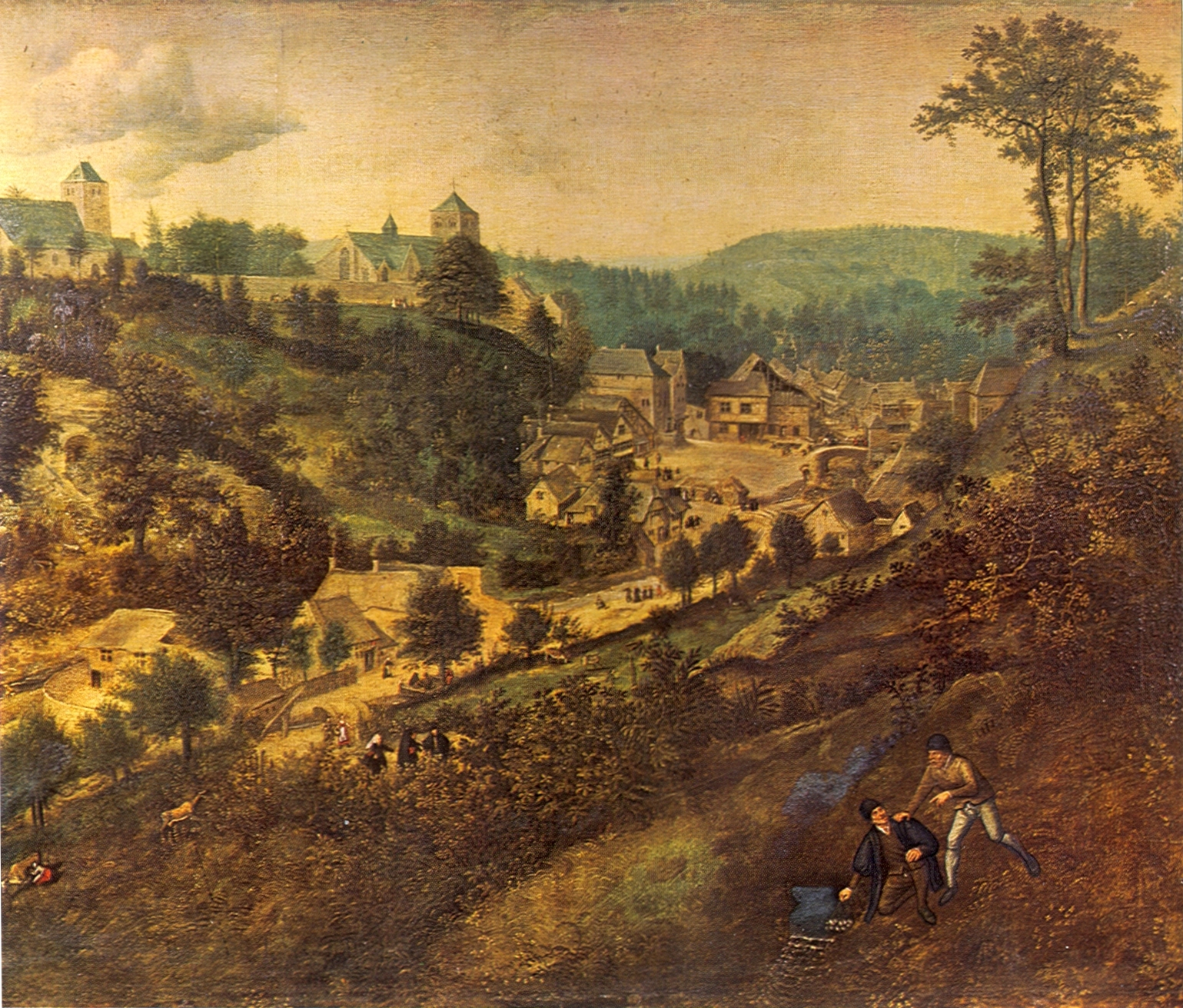
„Das Burtscheider Tal bei Aachen“, identifiziert von Hans Königs (1964), vormals bekannt als „Landschaft an der mittleren Maas“, 1570

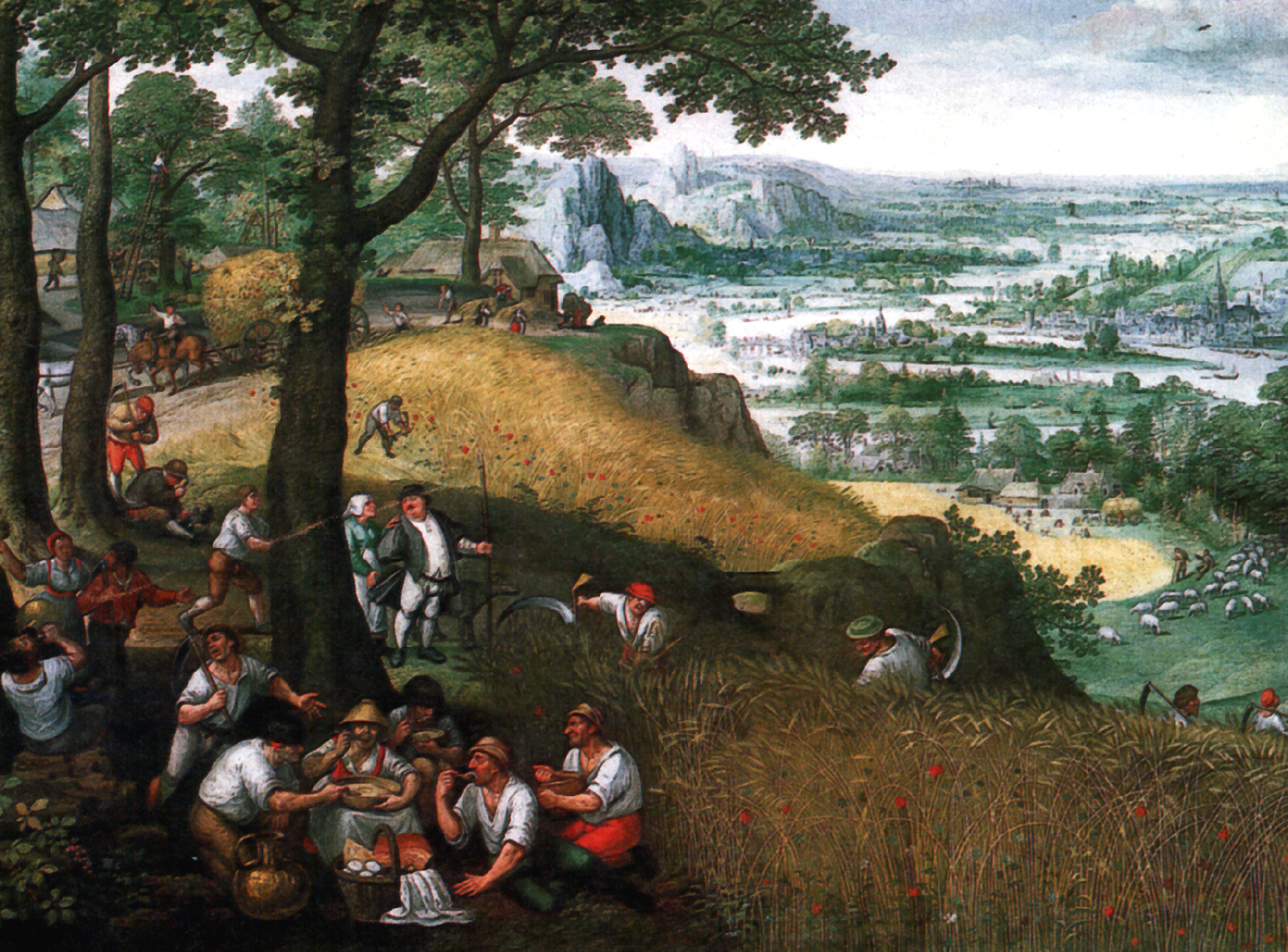
Sommerlandschaft mit Kornschnitt, Lucas van Valckenborch, 1585, Kunsthistorisches Museum Wien

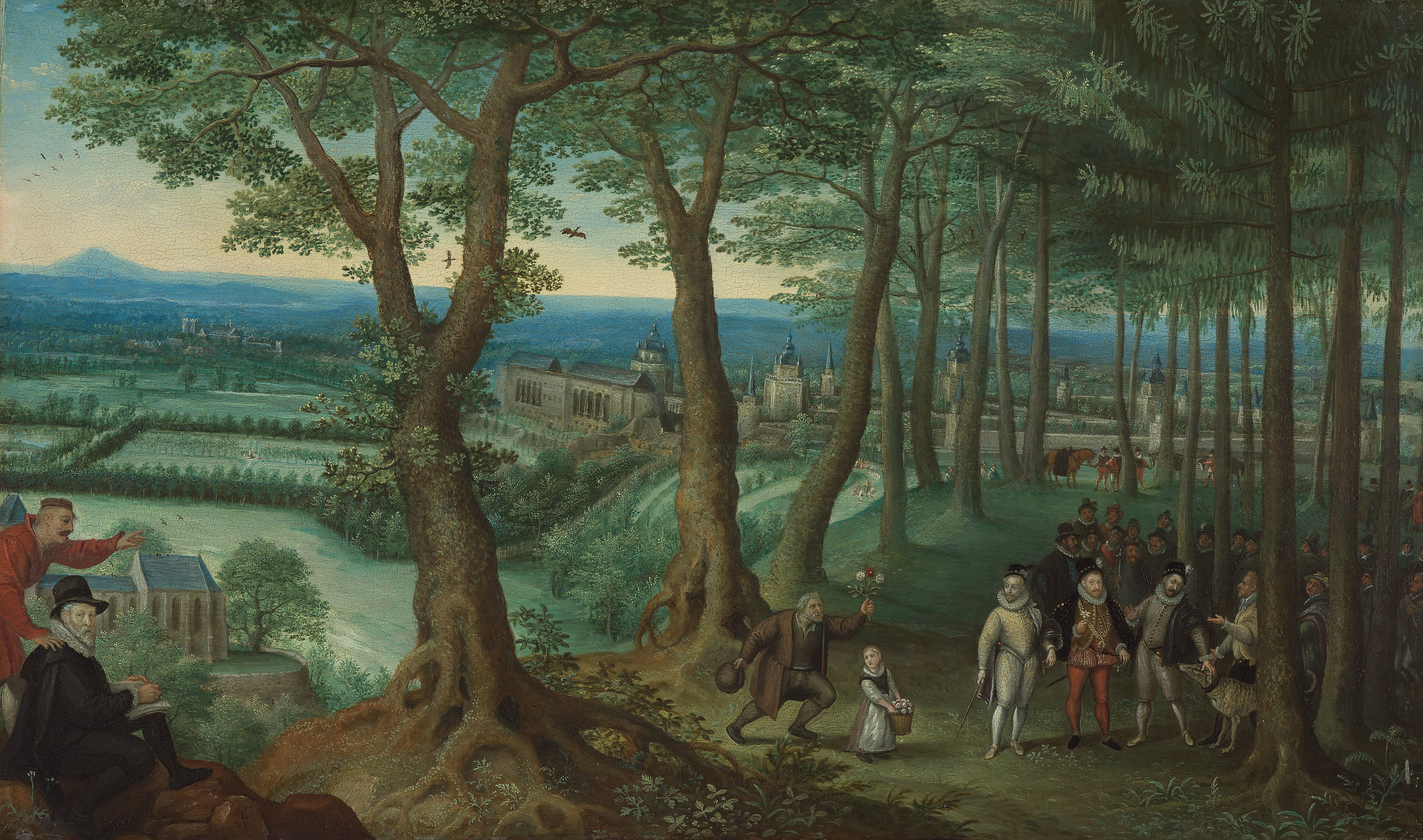
Kaiserlicher Waldspaziergang mit dem Neugebäude in Wien, 1593, Kunsthistorisches Museum Wien

- Landschaft an der mittleren Maas  (Brüssel, Königliche Museen der Schönen Künste, Inv. Nr. 3358), 1570, Öl auf Holz, 51 × 64,7 cm, identifiziert 1964 durch Hans Königs[1] als „Blick auf Burtscheid bei Aachen“
- Landschaft mit Viehweide unter Bäumen (Frankfurt am Main, Städelsches Kunstinstitut, Inv. Nr. 1221), 1573, Öl auf Holz, 34,7 × 46,8 cm
- Gebirgslandschaft mit Räubern, Wasserfall und Hochofen (Wien, Kunsthistorisches Museum, Inv. Nr. 1067), um 1585, Öl auf Leinwand, 113 × 204 cm
- Sommerlandschaft mit Kornschnitt (Wien, Kunsthistorisches Museum, Inv. Nr. 1060), 1585, Öl auf Leinwand, 116 × 198 cm
- Herbstlandschaft mit Obsternte (Wien, Kunsthistorisches Museum, Inv. Nr. 5684), 1585, Öl auf Leinwand, 116 × 198 cm
- Winterlandschaft (Wien, Kunsthistorisches Museum, Inv. Nr. 1064), 1586, Öl auf Leinwand, 117 × 198 cm
- Frühlingslandschaft (Wien, Kunsthistorisches Museum, Inv. Nr. 1065), 1587, Öl auf Leinwand, 116 × 198 cm
- Ansicht der Stadt Antwerpen im Winter (Frankfurt am Main, Städelsches Kunstinstitut, Inv. Nr. 668), 1589–90, Öl auf Holz, 42,2 × 63 cm
- Kaiserlicher Waldspaziergang mit dem Neugebäude in Wien (Wien, Kunsthistorisches Museum, Inv. Nr. 9863), um 1593, Öl auf Kupfer, 21 × 36 cm
- Kaiserlicher Spaziergang vor dem Schloss Neugebäude in Wien (Wien Museum), um 1593, Öl auf Leinwand, 63,5 × 101,5 cm
- Blick auf die Stadt Linz vom Pöstlingberg (Frankfurt am Main, Städelsches Kunstinstitut,  Inv. Nr. 158), 1593, Öl auf Holz, 23,5 × 36,0 cm
- Gebirgige Landschaft mit Wasserfall und Mühle (Vaduz, Sammlung Liechtenstein, Inv. Nr. 563), 1595, Öl auf Holz, 26,8 × 37,5 cm
- Turmbau zu Babel (Koblenz, Mittelrhein-Museum, Inv. Nr. M 31), 1595 (?), Öl auf Holz, 42 × 68 cm
- Turmbau zu Babel (Mainz, Landesmuseum Mainz, GDKE, Inv. Nr. 53), um 1595, Öl auf Eichenholz, 42 × 68,3 cm
- Landschaft mit Eisengießerei (New Haven, CT, USA, Yale University Art Gallery), 1580–90, Öl auf Holz